# Херардо Анхель Бугайо Оттоне
Херардо Анхель Бугайо Оттоне (ісп. Gerardo Ángel Bugallo Ottone; нар. 21 вересня 1954, Мадрид) — іспанський дипломат. Надзвичайний і Повноважний Посол Королівства Іспанія в Україні з 2013 по 2017 роки.

## Біографія
Народився 21 вересня 1954 року в Мадриді, має вищу юридичну освіту.
З 1984 року на дипломатичній службі. Працював в іспанському посольстві в Алжирі, Угорщині та США. Був віце-президентом департаменту по Північній Америці МЗС. Радником з культури в посольстві Іспанії в Японії. Працював консультантом в Кабінеті Прем'єр-міністра Іспанії. У 2002—2004 рр. — генеральний директор зовнішньої політики для Азіатсько-Тихоокеанського регіону і Північної Америки МЗС Іспанії. З 2004 року — заступник постійного представника Іспанії при Організації Об'єднаних Націй у Женеві. Був генеральним консулом Іспанії в Сіднеї.
З 2013 року — Надзвичайний і Повноважний Посол Королівства Іспанія в Києві. 28 жовтня 2013 року передав копії вірчих грамот заступнику міністра закордонних справ України Андрію Олефірову..
З 3 липня 2017 по 30 жовтня 2018 Бугайо Оттоне був послом Іспанії у Ватикані.